# Orthonevra regale
Orthonevra regale är en tvåvingeart som först beskrevs av Violovitsh 1979.  Orthonevra regale ingår i släktet glansblomflugor, och familjen blomflugor. Inga underarter finns listade i Catalogue of Life.